# Blanche Charlet
Pour les articles homonymes, voir Charlet.
Blanche Charlet (1898-1985) fut, pendant la Seconde Guerre mondiale, un agent secret du Special Operations Executive (SOE), section F.

## Identités
- État civil : Valentine Blanche Charlet
- Comme agent du SOE :
  - Nom de guerre (field name) : « Christiane »
  - Nom de code opérationnel : BERBERIO

## Biographie
Blanche Charlet est née en Belgique le 23 mai 1898, de parents belges. Jusqu'au début de la Seconde Guerre mondiale, elle tient une galerie d'art à Bruxelles. Parmi les artistes exposés, on trouve E. L. T. Mesens et René Magritte. Lors de l'invasion de son pays, elle fuit en Angleterre, à Londres où elle fait partie de la première session féminine du SOE avec Andrée Borrel, Yvonne Rudellat et Marie-Thérèse Le Chêne.
Après un entraînement intensif en Angleterre, elle embarque le 26 août 1942 sur le bateau de pêche Seadog à Gibraltar et est déposée sur les côtes française près d'Agay à l'est de Toulon le 1er septembre. Devant retrouver son contact à Cannes, elle découvre qu'il a été arrêté la veille et décide de partir à Lyon vers un autre contact, Virginia Hall. Là, elle apprend qu'elle doit rejoindre le réseau VENTRILOQUIST de Philippe de Vomécourt, qui lui demande de trouver des refuges pour le radio Brian Stonehouse qui va bientôt être parachuté en France. Après son arrivée, elle sert particulièrement de courrier (ou agent de liaison) entre Stonehouse et Vomécourt.
Malgré les précautions, l'émetteur de Stonehouse est localisé le 24 octobre 1942 par les Allemands alors que Charlet lui apporte un message de Vomécourt à envoyer à Londres,. Lorsque le courant est coupé, ils tentent de s'enfuir par l'arrière mais sont arrêtés tous les deux par la Milice française à Feyzin, au sud de Lyon,. Après plusieurs interrogatoires par la police française, elle est transférée par les Allemands à la prison de Castres où se trouvent les otages à fusiller. Là, elle devient amie avec un membre du personnel, un Yougoslave qui l'informe le 16 septembre 1943 qu'elle peut fuir ce soir-là. Elle trouve alors refuge dans un monastère bénédictin pour deux mois avec un autre membre du SOE, Suzanne Warren. Elles tentent deux fois de passer les Pyrénées, sans succès à cause de la neige et sont finalement rapatriées en Angleterre depuis la Bretagne, dans des canots de sauvetage qui les conduisirent vers des navires-hôtes dans la baie. Elles arrivent à Londres le 20 avril 1944.
Le 19 février 1944, The London Gazette annonce que le roi George VI fait de Blanche Charlet une membre de l'Ordre de l'Empire britannique (MBE) civil pour « services rendus en France pendant l'occupation ennemie ».

## Reconnaissance
- Plaque commémorative : sur les lieux où elle a été arrêtée (château de Hurlevent, chemin de Beauregard, Feyzin), une plaque lui rendant hommage, ainsi qu'à Brian Stonehouse et à M. et Mme Jourdan, a été inaugurée le 20 juin 2004

## Sources
- Beryl E. Escott, Les héroïnes du SOE : Les femmes des services secrets britanniques dans la Résistance, Versailles, Omblage, 2018, chap. 4 (« Blanche Charlet »)
- Michael R. D. Foot et Jean-Louis Crémieux-Brilhac (annot.) (trad. de l'anglais par Rachel Bouyssou), Des Anglais dans la Résistance : le service secret britannique d'action (SOE) en France, 1940-1944 [« SOE in France. An account of the Work of the British Special Operations Executive in France, 1940-1944 »], Paris, Tallandier, 2008, 799 p. (ISBN 978-2-84734-329-8). Traduction en français par Rachel Bouyssou de (en) SOE in France. An account of the Work of the British Special Operations Executive in France, 1940-1944, London, Her Majesty's Stationery Office, 1966, 1968 ; Whitehall History Publishing, in association with Frank Cass, 2004. Ce livre présente la version officielle britannique de l’histoire du SOE en France.
- Christiane Geurts Krauss, E.L.T. Mesens : L ́alchimiste méconnu du surréalisme, Paris, Labor, 1998, 186 p. (ISBN 978-2-8040-1360-8, lire en ligne)
- Vincent Nouzille, L'espionne : Virginia Hall, une Américaine dans la guerre, Paris, Fayard, 2007, 443 p. (ISBN 978-2-213-62827-1, lire en ligne)
- Monika Siedentopf, Parachutées en terre ennemie, Paris, Perrin, 2008 (lire en ligne)